# Departamento Avellaneda (Santiago del Estero)
Das Departamento Avellaneda liegt im südlichen Zentrum der Provinz Santiago del Estero im Nordwesten Argentiniens und ist eine von 27 Verwaltungseinheiten der Provinz. 
Es grenzt im Norden an die Departamentos Sarmiento und San Martín, im Osten an das Departamento General Taboada, im Süden an das Departamento Aguirre und im Westen an die Departamentos Salavina und Atamisqui. 
Die Hauptstadt des Departamento Avellaneda ist Herrera. Sie liegt 160 km von der Provinzhauptstadt Santiago del Estero entfernt, die man über die Ruta Nacional 34 erreicht.

## Städte und Gemeinden
Das Departamento Avellaneda ist in folgenden Gemeinden aufgeteilt:
- Colonia Dora
- Herrera
- Icaño
- Lugones
- Mailín
- Real Sayana

## Wirtschaft
Die Basis der Wirtschaft bildet die Viehwirtschaft mit der Aufzucht von Rindern, Wollschafen, Schweinen und Ziegen. Die Landwirtschaft produziert Baumwolle, Mais, Weizen, Zwiebel, Wassermelonen, Kürbisse, Melonen und Süßkartoffeln.